# Copa espanyola d'hoquei sobre gel femenina
|  | Aquest article tracta sobre la competició femenina de d'hoquei sobre gel. Si cerqueu la competició masculina de d'hoquei sobre gel, vegeu «Copa espanyola d'hoquei sobre gel masculina». |

La Copa espanyola d'hoquei gel femenina, anomenada Copa de SM la Reina - Iberdrola d'hoquei gel per motius de patrocini, és una competició esportiva de clubs espanyols d'hoquei sobre gel. De caràcter anual, fou creada la temporada 2008-09 i està organitzada per la Reial Federació Espanyola d'Esports d'Hivern. Hi participen els equips de la Lliga espanyola que disputen una primera fase en format d'eliminació a doble partit amb vuitens i quarts de final. Els quatre semifinalistes disputen una fase final en format de final four en una seu neutral. El guanyador de la competició és declarat campió de la Copa de la Reina. El dominador de la competició és el SAD Majadahonda amb onze títols.

## Historial
| En negreta = Equip guanyador (1) = Nombre de títols (pro.) = Pròrroga (p.) = Penals Nota: Noms dels equips segons l'època |

| Edició | Temp.   | Data                                                       | Campió                                                     | Resultat                                                   | Subcampió                                                  | Seu                                                        | Refs.  |
| ------ | ------- | ---------------------------------------------------------- | ---------------------------------------------------------- | ---------------------------------------------------------- | ---------------------------------------------------------- | ---------------------------------------------------------- | ------ |
| I      | 2008-09 | 16-05-2009                                                 | SAD Majadahonda (1)                                        | 3-2                                                        | CPLV Dismeva Panteras                                      | Palacio del Hielo, Majadahonda                             | [ 2 ]  |
| II     | 2009-10 | 02-05-2010                                                 | SAD Majadahonda (2)                                        | 5-2                                                        | CPLV Dismeva Panteras                                      | Polideportivo Municipal Lobete, Logronyo                   |        |
| III    | 2010-11 | 07-05-2011                                                 | CPLV Dismeva Panteras (1)                                  | 6-3                                                        | SAD Majadahonda                                            | Pista de Hielo La Nevera, Majadahonda                      | [ 3 ]  |
| IV     | 2011-12 | 04-03-2012                                                 | SAD Majadahonda (3)                                        | 2-1                                                        | CPLV Dismeva Panteras                                      |                                                            |        |
| V      | 2012-13 | 17-03-2013                                                 | SAD Majadahonda (4)                                        | 4-3                                                        | CPLV Dismeva Panteras                                      | Pista de Hielo BAKH, Vitòria                               |        |
| VI     | 2013-14 | 08-03-2014                                                 | SAD Majadahonda (5)                                        | 10-1                                                       | Milenio Panthers Logroño                                   |                                                            |        |
| VII    | 2014-15 | 26-04-2015                                                 | SAD Majadahonda (6)                                        | 1-0                                                        | ASME Barcelona Ice Blue Cats                               | Palau de Gel, Barcelona                                    | [ 4 ]  |
| VIII   | 2015-16 | 21-02-2016                                                 | ASME Barcelona Ice Blue Cats (1)                           | 3-0                                                        | SAD Majadahonda                                            | Pista de Hielo Fernández Ochoa, Valdemoro                  | [ 5 ]  |
| IX     | 2016-17 | 21-05-2017                                                 | SAD Majadahonda (7)                                        | 6-1                                                        | CD Sumendi                                                 | Pista de Hielo La Nevera, Majadahonda                      |        |
| X      | 2017-18 | 04-03-2018                                                 | SAD Majadahonda (8)                                        | 8-0                                                        | ASME Barcelona Ice Blue Cats                               | Pabellón Mulhacen, Granada                                 | [ 6 ]  |
| XI     | 2018-19 | 14-04-2019                                                 | SAD Majadahonda (9)                                        | 6-3                                                        | CD Sumendi                                                 | Pista de Hielo Txuri Urdin, Sant Sebastià                  | [ 7 ]  |
| XII    | 2019-20 | Edició cancel·lada pel risc públic de contagi del COVID-19 | Edició cancel·lada pel risc públic de contagi del COVID-19 | Edició cancel·lada pel risc públic de contagi del COVID-19 | Edició cancel·lada pel risc públic de contagi del COVID-19 | Edició cancel·lada pel risc públic de contagi del COVID-19 | [ 8 ]  |
| XIII   | 2020-21 | 04-04-2021                                                 | SAD Majadahonda (10)                                       | 5-2                                                        | CHH Txuri Urdin IHT                                        | Pista de Hielo La Nevera, Majadahonda                      |        |
| XIV    | 2021-22 | 17-04-2022                                                 | CHH Txuri Urdin IHT (1)                                    | 6-3                                                        | SAD Majadahonda                                            | Pavelló de Gel, Jaca                                       | [ 9 ]  |
| XV     | 2022-23 | 19-03-2023                                                 | SAD Majadahonda (11)                                       | 4-2                                                        | CH Jaca                                                    | Pista de Hielo La Nevera, Majadahonda                      | [ 10 ] |
| XVI    | 2023-24 | 24-03-2024                                                 | CG Puigcerdà (1)                                           | 7-2                                                        | Kosner CH Huarte                                           | Poliesportiu de Lobete, Logronyo                           | [ 11 ] |
| XVII   | 2024-25 | 24-03-2025                                                 | CG Puigcerdà (2)                                           | 5-0                                                        | CH Jaca                                                    | Pavelló de Gel de Puigcerdà                                | [ 12 ] |

## Palmarès
| Equip                            | Campió | Subcampió | Finals | Anys campió                                                                                       | Anys subcampió                     |
| -------------------------------- | ------ | --------- | ------ | ------------------------------------------------------------------------------------------------- | ---------------------------------- |
| SAD Majadahonda                  | 11     | 2         | 13     | 2008-09, 2009-10, 2011-12, 2012-13, 2013-14, 2014-15, 2016-17, 2017-18, 2018-19, 2020-21, 2022-23 | 2010-11, 2015-16                   |
| Club Gel Puigcerdà               | 2      | 0         | 1      | 2023-24, 2024-25                                                                                  | —                                  |
| CPLV Valladolid Dismeva Panteras | 1      | 4         | 5      | 2010-11                                                                                           | 2008-09, 2009-10, 2011-12, 2012-13 |
| ASME Barcelona Ice Blue Cats     | 1      | 2         | 3      | 2015-16                                                                                           | 2014-15, 2017-18                   |
| CHH Txuri Urdin IHT              | 1      | 1         | 1      | 2021-22                                                                                           | 2020-21                            |
| Club Deportivo Sumendi           | 0      | 2         | 2      | —                                                                                                 | 2016-17, 2018-19                   |
| Club Hielo Jaca                  | 0      | 2         | 2      | —                                                                                                 | 2022-23, 2025-25                   |
| Milenio Panthers Logroño         | 0      | 1         | 1      | —                                                                                                 | 2013-14                            |
| Club Hielo Huarte                | 0      | 1         | 1      | —                                                                                                 | 2023-24                            |